# Mihály Fülöp
Mihály Fülöp (Budapest, 10 aprile 1936 – Budapest, 26 settembre 2006) è stato uno schermidore ungherese, vincitore di una medaglia di bronzo nella scherma ai giochi olimpici.